# Steppeulven (film)
 Denne artikel omhandler Filmen Steppeulven. Opslagsordet har også en anden betydning, se Steppeulven.
Steppeulven også kendt som Itsi Bitsi  er en dansk biografisk dramafilm instrueret af Ole Christian Madsen. Steppeulven handler om Eik Skaløe, forsangeren i det legendariske danske rockband Steppeulvene, og hans store kærlighed Iben Nagel Rasmussen.

## Medvirkende
- Joachim Fjelstrup som Eik Skaløe
- Marie Tourell Søderberg som Iben Nagel Rasmussen
- Christian Gade Bjerrum som Christian
- Johannes Nymark som Henrik
- Jakob Randrup som Stig Møller
- Ola Rapace som Vincent
- Julia Ragnarsson som Majbritt
- Anette Støvelbæk som Eiks mor
- Thure Lindhardt som Eiks far
- Nicholas Aagaard Knudsen som Søren Seirup